# Puntius baoulan
Puntius baoulan е вид лъчеперка от семейство Шаранови (Cyprinidae). Видът е критично застрашен от изчезване.